# Out Ta Get Me
"Out ta Get Me" é uma canção do Guns N' Roses lançada no álbum Appetite for Destruction. 

## Composição
A letra é focada no problema constante do vocalista Axl Rose com a lei em Lafayette, Indiana.

## Shows
Ela foi tocada na turnê da Appetite for Destruction, que foi de 1986 até 1989. E depois, em 2006, eles começam a tocar de novo. 
Recentemente, na turne "Not in this lifetime", que reuniu quase toda a formação original da banda, a canção voltou a ser tocada frequentemente. 